# リライアント・FW11
リライアント・FW11（Reliant FW11 ）はマルチェロ・ガンディーニが設計したプロトタイプカーである。

## 概要
FW11は4台のみ製造され、モダンなデザインとパワーウィンドウなど当時のヨーロッパ車としては贅沢な装備を備えていた。しかし、アナドルはこの車を製造して利益を出すには高価すぎると判断し、FW11が量産されることはなかった。この決定を受けて、リライアントは1980年のバーミンガムモーターショーにシミターSE7を展示した。
2台はリライアントのバッジを付けてイギリスに、2台はアナドルのバッジを付けてトルコへと送られた。トルコへ送られた2台はイスタンブールの倉庫で約25年間保管され、そのうち1台が2004年から、同じくイスタンブールのラフミ・M・コチ博物館で展示されている。

## 参照
1. ↑  https://www.aronline.co.uk/concepts-and-prototypes/concepts-sd2-redux-an-anglo-italian-french-lesson/
2. ↑  http://www.sporting-reliants.com/images/Prototypes/FW11_Press.jpg